# Кувакинская
Кувакинская — деревня в Шенкурском районе Архангельской области. Входит в состав муниципального образования «Шеговарское».

## География
Деревня расположена в южной части Архангельской области, в таёжной зоне, в пределах северной части Русской равнины, в 34 километрах на север от города Шенкурска, на левом берегу реки Ледь, притока Ваги. Ближайшие населённые пункты: на северо-востоке деревни Бурашевская, Макушевская и Михеевская.
Часовой пояс
Кувакинская, как и вся Архангельская область, находится в часовой зоне МСК (московское время). Смещение применяемого времени относительно UTC составляет +3:00.

## Население
| 2002 | 2010 | 2012 |
| ---- | ---- | ---- |
| 8    | ↘1   | →1   |

## История
Указана в «Списке населённых мест по сведениям 1859 года» в составе 2-го стана Шенкурского уезда Архангельской губернии под номером «2386» как «Кувашевская (Кувакинское, Ананьина)». Насчитывала 9 дворов, 30 жителей мужского пола и 27 женского.
В «Списке населенных мест Архангельской губернии к 1905 году» деревня Кувакинское (Ананьина) насчитывает 10 дворов, 55 мужчин и 54 женщины. В административном отношении деревня входила в состав Предтеченского сельского общества Предтеченской волости.
На 1 мая 1922 года в поселении 21 двор, 46 мужчин и 69 женщин.